# 莫尔坦
莫尔坦（法語：Mortain，法語發音：[mɔʁtɛ̃]）是法国芒什省的一个旧市镇，属于阿夫朗什区。2016年，莫尔坦与临近的4个市镇合并为新市镇莫尔坦博卡日，莫尔坦为新市镇行政中心。

## 地理
莫尔坦（48°38'52"N, 0°56'27"W）面积7.44 平方千米，位于法国诺曼底大区芒什省，该省份为法国西北部沿海省份，西、北、东北三面环大西洋，东起顺时针与卡爾瓦多斯省、奧恩省、马耶讷省和伊勒-维莱讷省接壤。
与莫尔坦接壤的市镇（或旧市镇、城区）包括：勒讷堡、比永。

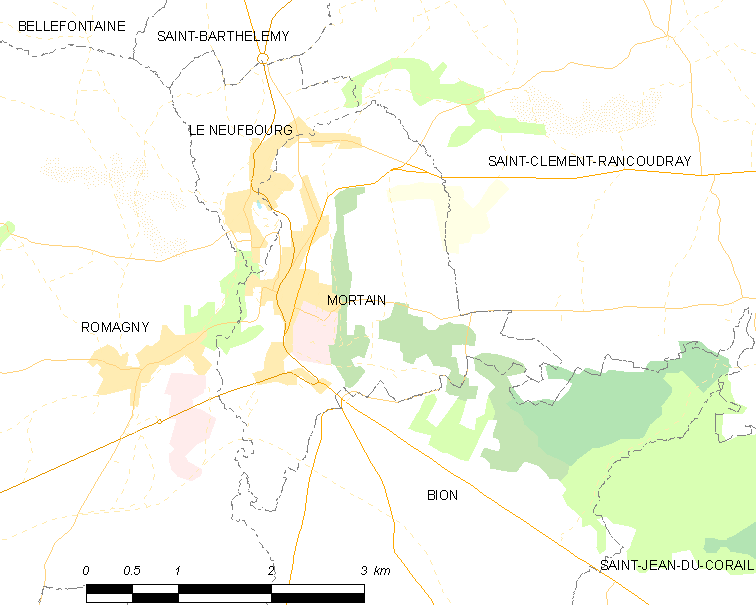
莫尔坦的OSM定位图

莫尔坦的时区为UTC+01:00、UTC+02:00（夏令时）。

## 行政
莫尔坦的邮政编码为50140，INSEE市镇编码为50359。

## 政治
莫尔坦所属的省级选区为勒莫尔泰奈县。

## 人口

1962-2008年间莫尔坦人口变化图示

莫尔坦于2018年1月1日时的人口数量为1531人。